# Upney (London Underground)

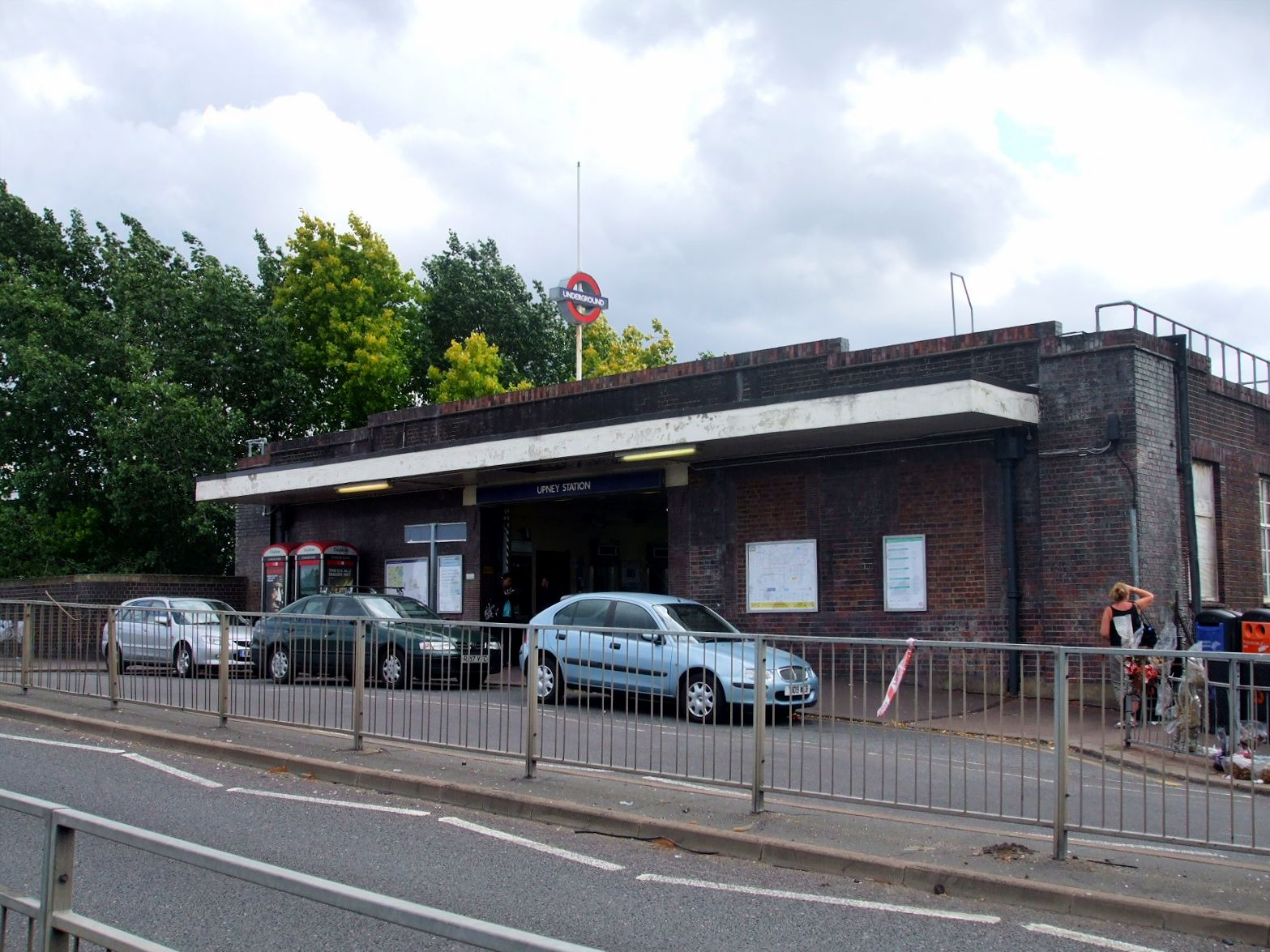
Stationsgebäude

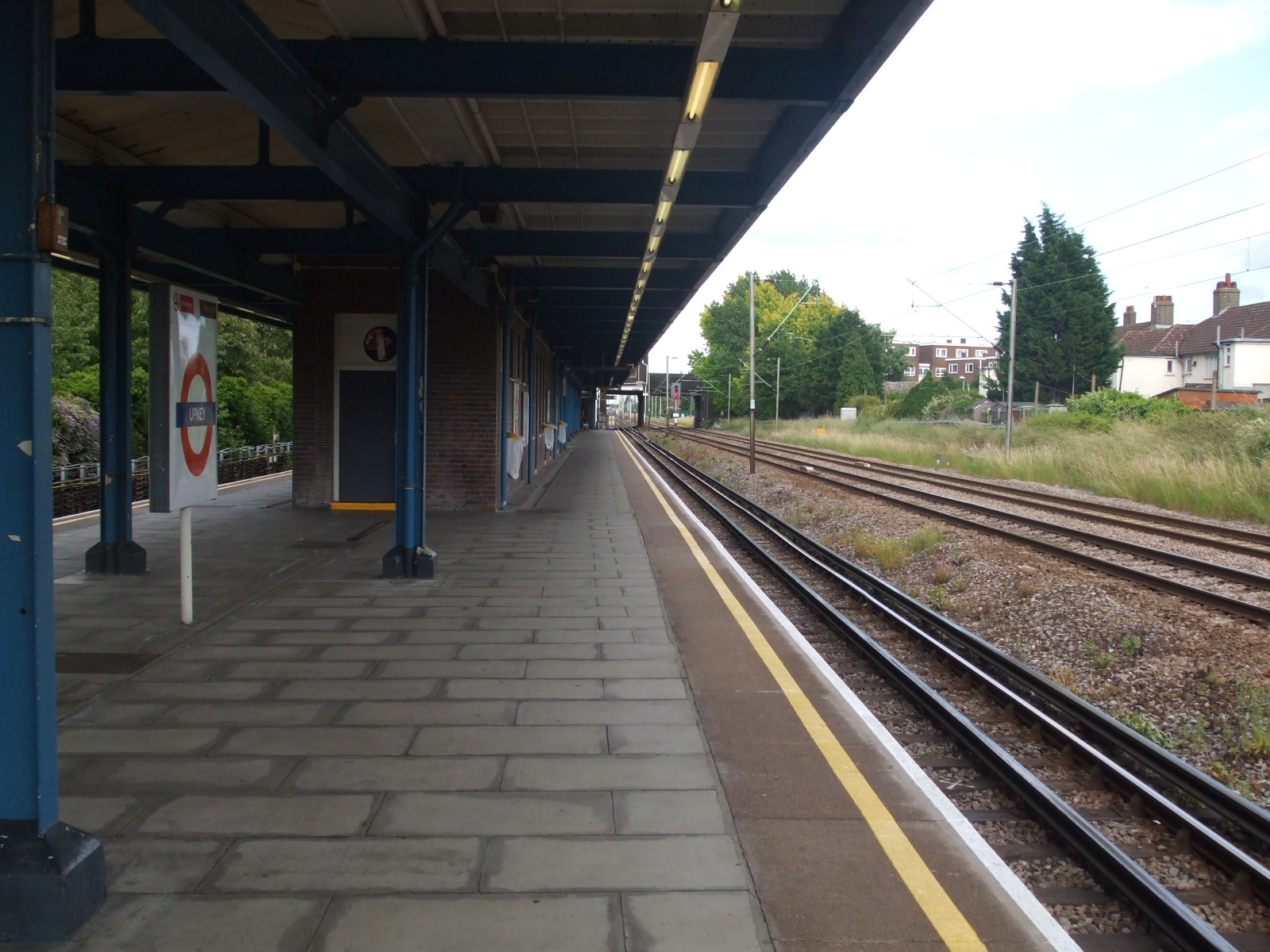
Bahnsteig

Upney ist eine oberirdische Station der London Underground im Stadtbezirk London Borough of Barking and Dagenham. Sie liegt in der Travelcard-Tarifzone 4 an der Upney Lane. Im Jahr 2014 nutzten 2,53 Millionen Fahrgäste die Station.
Die Eröffnung erfolgte am 12. September 1932, nachdem die bereits bestehende Strecke zwischen Barking und Upminster elektrifiziert worden war. Die parallel verlaufende Strecke der Eisenbahn in Richtung Southend-on-Sea bestand seit 1888. Bereits zwischen 1905 und 1908 verkehrten hier Züge der District Line, damals allerdings noch von Dampflokomotiven gezogen und ohne Halt in Upney. Die Station ist im typischen Stil der 1930er Jahre errichtet und verfügt über einen Mittelbahnsteig.